# Mysteriet på Greveholm
Mysteriet på Greveholm var SVT:s julkalender 1996, skapad av Dan Zethraeus och Jesper Harrie. Den blev en stor tittarsuccé och brukar betraktas som en av de allra mest klassiska och populära av SVT:s julkalendrar. 2012 fick den uppföljaren Mysteriet på Greveholm – Grevens återkomst.
Serien var tekniskt avancerad för sin tid och använde sig av bland annat tredimensionella specialeffekter. Kalendern var även den första att ha en egen hemsida.

## Handling
Den tokiga familjen Olsson flyttar ut på landet för att fira jul. Av misstag hamnar de i det ensliga slottet Greveholm i stället för det hus de egentligen skulle hyra. Det visar sig att det spökar på slottet, men det skrämmer inte de yngre barnen, Lillan och Ivar, som gärna går på skattjakt och letar efter mysterier. Storasyster Melitta är dock mycket rädd för spöken (och även spindlar) och vill flytta hem igen. Snart kommer hon i kontakt med tidningsbudet Måns som bestämmer sig för att fotografera spökena Staffan och Jean. Så småningom utvecklas deras vänskap till en kärlekshistoria. Föräldrarna Leif och Astrid tror inte på spöken, och är helt ovetande om vilket mysterium som barnen börjar kasta sig in i. Spökena vill nämligen till en början få bort familjen från slottet, men efter ett tag inser de att hemligheterna som ruvar i slottet till sist bör avslöjas en gång för alla.

## Rollista
- Anna-Lena Brundin – mamma Astrid, tandsköterska
- Peter Fridh – pappa Leif, ingenjör och uppfinnare
- Hanna Malmberg – Melitta
- Gustaf Åkerblom – Ivar
- Linn Bülow – Lillan
- Sven Ahlström och Pierre Lindstedt – spökena Jean och Staffan
- Andreas Andersson – tidningsbudet Måns
- Gösta Engström och Claes Åström – tjuvarna Rolf och Ralf
- Monica Stenbeck – mormor Anna-Britta
- Svante Lodén – taxichauffören
- Carl-Åke Eriksson – grannen
- Beata Heuman – grannflickan Anna
- Isidor Torkar – läraren
- Emy Storm – lärarinnan
- Rune Bergman – greve von Dy
- Ana Gil de Melo Nascimento – prinsessan Dioda
- Bertil Svensson – tomten
- Christina Råborg – kassörskan
- Arne Weise – sig själv
- Nissar: Keijo J. Salmela, Johan Jönsson, Mari-Louise Freij, Gitte Landström och Malin Petersson

## Produktion

### Bakgrund och idé
Dan Zethræus hade jobbat på SVT sedan 1994 med att regissera diverse sketcher när han fick i uppdrag av SVT att producera 1996 års julkalender. Den ursprungliga idén var att spela in serien i Österrike bland snö och stugor. Men då idén ratades av SVT föreslog istället Zethræus att spela in en serie som handlade om spöken och slott i Skåne, en idé han fått från sin son.
Produktionsteamet sökte sedan efter inspelningslokal för att bestämma vilket slott som det skulle spelas in i varvid tre slottsägare hörde av sig. I slutändan föll beslutet på Hjularöds slott i Harlösa utanför Lund.
Vid rollsättningen av barnen ansökte drygt 2 000 barn om att få spela rollerna som Ivar, Melitta och Lillan. Men produktionsteamet var inte nöjd med någon av dessa och anordnade istället en ny runda provspelningar.

### Inspelning och produktion

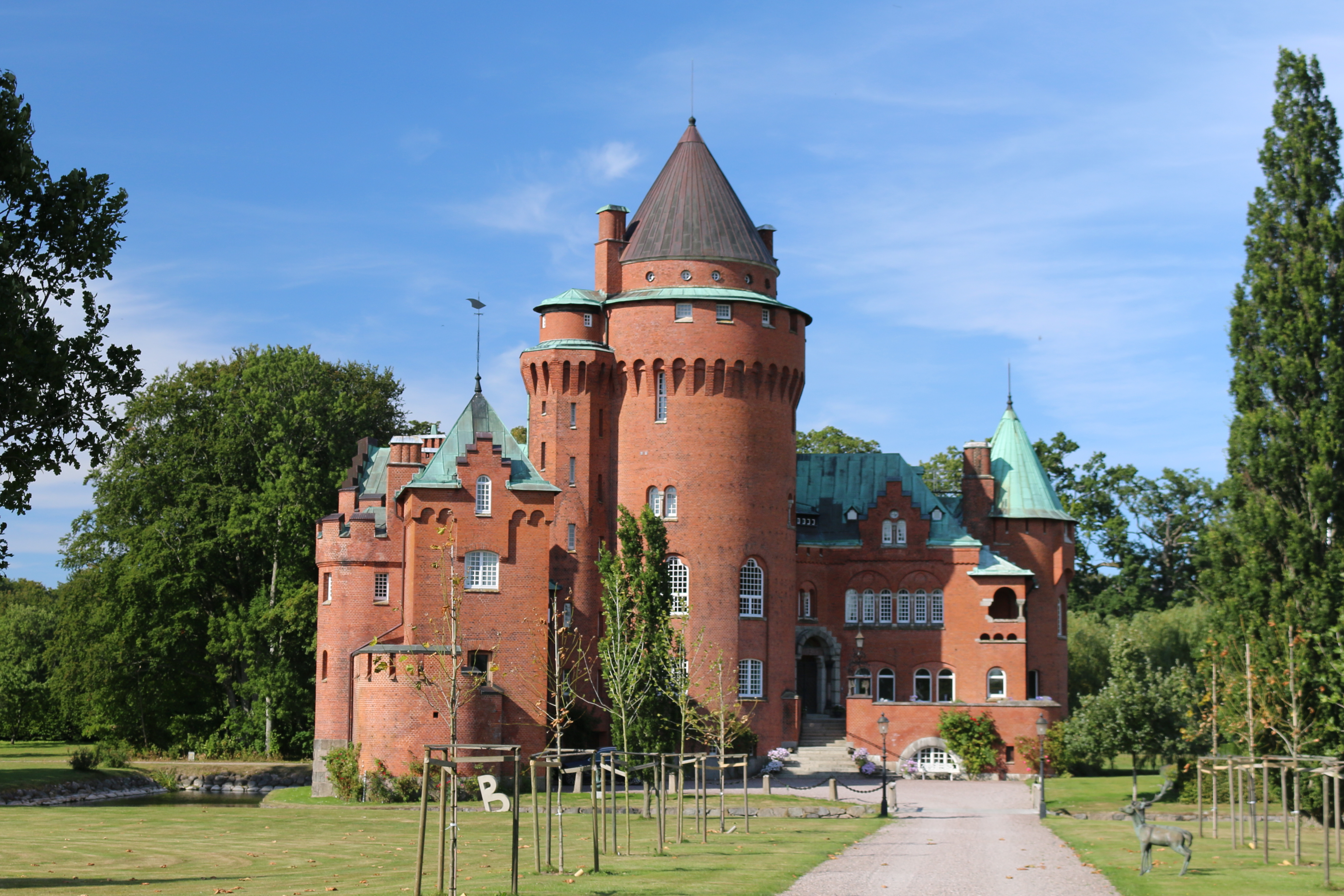
Exteriörerna till julkalendern spelades in på Hjularöds slott i Harlösa öster om Lund i Skåne

Inspelningarna av exteriörscenerna i Hjularöds slott inleddes den 18 mars 1996 och beräknades pågå i fem veckor medan inomhusscenerna spelades in i studio i Malmö under sommaren beräknades vara färdiga till 2 augusti. Producenten Tommy Starck bröt benet under första inspelningsdagen. 

I produktionen användes för den tiden ambitiösa specialeffekter i 3D. Animeringarna utfördes till största delen av den Malmöbaserade lundkonstnären Peter Nyrell, men även av animatören Per Johnsson.[källa behövs]
| ”              | ...det är mycket teknik och dataanimeringar, precis som i "Jurassic Park" och "Terminator". Allt för att få det så spännande och trovärdigt som möjligt. Riktiga spöken kräver en hel del". | „ |
| – Tommy Starck | |   |

Produktionen hade en budget på 10 miljoner kronor.

### Papperskalendern
Kalendern visar Greveholms slott. Julkalenderillustrationen till Mysteriet på Greveholm tecknades av Peter Nyrell. Lucköppningen sköttes av programledarduon Morgan Alling och Lasse Beischer, klädda i gröna och röda kostymer. Innan lucköppningen visade de sina förberedelser inför julen.

### Hemsida
Julkalendern var den första som hade en egen dedikerad hemsida. På hemsidan beskrevs de olika rollerna i julkalendern som läsare kunde kommunicera med via e-post. Man kunde också skicka e-post till jultomten och öppna luckor i en digital julkalender.

## Mottagande
Julkalendern fick ett negativt mottagande av kritiker men mottogs desto positivare av tittarna.
Aftonbladets recensent Annika Sundbaum Melin gav serien 2 av 5 i betyg och skrev att hon gillade musiken och att yngre barn nog skulle gilla serien men att den inte var mycket för de vuxna. "Serien är okej, men inte alls av samma höga kvalité som förra årets "Jul i Kapernaum", man får en känsla av att Malmö TV kanske haft lite mindre pengar att röra sig med."
Göteborgs-Postens recensenter Frida Johanson och Ulf Johanson gav serien 3 av 5 i betyg och skrev att "sammantaget är Mysteriet på Greveholm en kul idé med spännande handling men med lite svajigt skådespeleri." och "vi har sett roligare julkalendrar, men tycker att Mysteriet på Greveholm blir bättre efter några avsnitt." Göteborgs-Posten sammanställde en panel på fyra ungdomar som gav serien ett snittbetyg på 3,5 av 5.
Åren 1999 och 2007 gjordes det omröstningar på SVT om vilken julkalender som varit den bästa på TV hittills, och Mysteriet på Greveholm blev vinnaren båda gångerna.[källa behövs] År 2016 anordnade Öppet arkiv en omröstning som över 13 000 personer deltog i, och där fick Sunes jul flest röster och Mysteriet på Greveholm hamnade på en andra plats.

## Distribution
Mysteriet på Greveholm utgavs på VHS 1997 och senare även på DVD av Scanbox och Independant Entertainment.
Serien visades också omklippt till 8 avsnitt på 30 minuter vardera som visades på SVT 1 under perioden 27 juni–8 augusti 1998 och i Barnkanalen, under perioderna 30 oktober–18 december 2004, 14 juni–5 augusti 2009 och 14–23 februari 2011. Inför reprisen 1998 och 2009 sändes ett bakom kulisserna-program som hette Greveholms hemlighet.
Serien är sedan 2017 tills vidare tillgänglig på SVT Play som en del av SVT:s Öppet arkiv.

### Avsnitt
1. Hus att hyra
2. Ett märkligt slott
3. Spökchock
4. Att tämja ett spöke
5. En konstig familj
6. Fällan
7. Drängen och betjänten
8. Ögonmått och synvinkel
9. Oväntat besök
10. Greve von Dys menuett
11. Skattjakten
12. Spöktimmen
13. Lucia
14. Skatten
15. Lekande lätt
16. Melittas nya vänner
17. Det var en gång …
18. Spejaren
19. En riktig hjälte
20. Lillan får en idé
21. Den sista striden
22. Dioda
23. Dan före dan
24. Jul på Greveholm[25]

#### Nyklipp
1. Hus att hyra
2. Att tämja ett spöke
3. Drängen och betjänten
4. Skattjakten
5. Skatten
6. Roboten Sprak
7. Den sista striden
8. Dioda[20]

## Musik
Julkalenderns musik skrevs och framfördes av den svenska gruppen The Creeps och finns utgiven på CD och Kassett hos skivbolaget Lund Records och Egmont Music.
| #  | Spår                       | Medverkande             |
| -- | -------------------------- | ----------------------- |
| 1  | Greve Von Dy's Menuette    | The Creeps              |
| 2  | Tango, Tango!!             | The Creeps              |
| 3  | Minirys                    | The Creeps              |
| 4  | Go-Cart                    | The Creeps              |
| 5  | Stinky, Stinky Ashtray     | Damn!                   |
| 6  | Hallå Alla Spöken          | The Creeps              |
| 7  | Klumpeduns                 | The Creeps              |
| 8  | Slingerslinga              | The Creeps              |
| 9  | Jazz I Spökfällan          | The Creeps              |
| 10 | Atchooooo                  | The Creeps              |
| 11 | Buller & Brak              | The Creeps              |
| 12 | Julglitter                 | The Creeps              |
| 13 | Melitta Och Kärleken       | The Creeps              |
| 14 | Spindelväv                 | The Creeps              |
| 15 | Ruskig Vals                | The Creeps              |
| 16 | Skummis                    | The Creeps              |
| 17 | Spök-Rap                   | The Creeps              |
| 18 | Sitter Spöken Ihop?        | The Creeps              |
| 19 | Spöktimmen                 | The Creeps              |
| 20 | Juleriff                   | The Creeps              |
| 21 | En Liten Mus               | The Creeps              |
| 22 | Uppfinnar-Lillan           | The Creeps              |
| 23 | Slingerslinga II           | The Creeps              |
| 24 | Magos A Rutafa             | Adolf Fredriks Flickkör |
| 25 | Mjuka Paket                | The Creeps              |
| 26 | Sprak                      | The Creeps              |
| 27 | Den Sista Striden          | The Creeps              |
| 28 | Greve Von Dy's Menuette II | The Creeps              |
| 29 | Lyckligt Slut              | The Creeps              |

## Uppföljare och i andra medier
2012 års julkalender i SVT, Mysteriet på Greveholm – Grevens återkomst är en uppföljare till Mysteriet på Greveholm. Medverkar gör bland annat Sanna Persson, Sven Ahlström och Pierre Lindstedt.
I början av 2014 sändes en spinoff-serie vid namn Leif uppfinner AB på Barnkanalen där Peter Fridh repriserar som roll som uppfinnaren Leif som uppfinner olika mer eller mindre brukbara uppfinningar.

### Datorspel
Spelutvecklaren Young Genius gav ut ett datorspel med samma namn som byggde på handlingen i serien. Två uppföljare följde: Mysteriet på Greveholm 2: Resan till Planutus (1998) och Mysteriet på Greveholm 3: Den gamla legenden (2000). Manus för datorspelen stod Dan Zethraeus och Peter Nyrell för medan Peter Nyrell producerade spelen.
I december 2018 startade skaparna av julkalendern 2019 en kickstarter för att utveckla ett VR-spel av julkalendern för PC och Mac. Målet var att få ihop 1,5 miljoner kronor men samlade i slutändan bara in 90 500 kronor och blev sedan inte av. I projektet ingick också ett realtidsspel och en mobilversion för iOS och Android.

### Brädspel
Ett traditionellt brädspel utgivet av Alga producerades av Peter Nyrell och Ricard Hagerman.

### Bok
Den 16 september 2024 släpptes en bok som bygger på serien, skriven av manusförfattaren Jesper Harrie.

### Fotnoter
1. ↑  Mysteriet på Greveholm, eftertexter.[källa från Wikidata]
2. ↑  ”Sydsvenskan”. 8 mars 2011. Arkiverad från originalet den 24 januari 2012. https://web.archive.org/web/20120124161820/http://www.sydsvenskan.se/kultur-och-nojen/article1404600/Favorit-gor-comeback.html. Läst 5 augusti 2011.
3. 1 2 3  ”Årets julkalender i sagolik slottsmiljö”. Svenska Dagbladet. 20 mars 1996. Läst 23 oktober 2023.
4. ↑  När Var Hur 1999, Bokförlaget DN, sidan 379–381 – TV:s julkalender 1960-98.
5. 1 2 3  Cecilia Hahne (20 mars 1996). ”Staffan spökar för barnen i jul”. Göteborgs-Posten. Läst 23 oktober 2023.
6. 1 2 3 4  ”Spökligt julstök i kalendern Inspelningsstart 257 dagar före dopparedan”. Helsingborgs Dagblad. 20 mars 1996. Läst 23 oktober 2023.
7. 1 2  Bo Harmby (19 mars 1996). ”SLOTTSSPÖKEN OCH MYSTERIER I ÅRETS JULKALENDER”. Tidningarnas Telegrambyrå. Läst 23 oktober 2023.
8. 1 2  ”Snart är det jul igen! É och medan du väntar kan du snacka med spökena på Internet”. Helsingborgs Dagblad. 23 mars 1996. Läst 23 oktober 2023.
9. ↑  Elin Bäckström (24 november 1996). ”Spöken i rutan”. Expressen. Läst 23 oktober 2023.
10. ↑  ”Julkalendrar”. Arkiverad från originalet den 27 oktober 2014. https://web.archive.org/web/20141027034239/http://helgo.net/emma/julkalendrar.php?y=1996&t=tv. Läst 2 april 2011.
11. ↑  Tore Ljungberg (25 juli 1996). ”Spökena härskar i kuslig kalender”. Göteborgs-Posten. Läst 23 oktober 2023.
12. ↑  ”Mysteriet på Greveholm”. svt.se. Sveriges Television. Arkiverad från originalet den 31 juli 1997. https://web.archive.org/web/19970731110811/http://www.svt.se/malmoe/julkalle/index.html. Läst 23 oktober 2023.
13. ↑  ”...men för vuxna är årets kalender skrämmande”. Aftonbladet. 2 december 1996. Läst 23 oktober 2023.
14. ↑  Fredrik Rundkvist (2 december 1996). ”Barnen fängslas av spökhistorien”. Aftonbladet. Läst 23 oktober 2023.
15. ↑  Annika Sundbaum Melin (1 december 1996). ”Årets julkalender får barnen att tjuta av skräck”. Aftonbladet. Läst 23 oktober 2023.
16. ↑  Ulf Johanson, Frida Johanson (2 december 1996). ”Äventyr och mysterier i årets julkalender”. Göteborgs-Posten. Läst 23 oktober 2023.
17. ↑  Johan Melin (20 december 1996). ”En ganska bra kalender...”. Göteborgs-Posten. Läst 23 oktober 2023.
18. ↑  ”Sunes jul – framröstad som bästa julkalendern!”. SVT Öppet arkiv. Arkiverad från originalet den 20 december 2016. https://web.archive.org/web/20161220141804/http://blogg.svt.se/oppet-arkiv/basta-julkalendern/. Läst 3 januari 2017.
19. ↑  ”Svensk mediedatabas (SMDB)”. smdb.kb.se. https://smdb.kb.se/catalog/search?q=%22Mysteriet+p%C3%A5+Greveholm%22+typ:film-video. Läst 23 oktober 2023.
20. 1 2  ”Svensk mediedatabas (SMDB)”. smdb.kb.se. https://smdb.kb.se/catalog/search?q=%22Mysteriet+p%C3%A5+Greveholm%22+typ:tv&sort=OLDEST. Läst 23 oktober 2023.
21. ↑  ”Tekniken bakom spökena Mitt i högsommarvärmen blir det jul igen! Snart är det nämligen nypremiär i Sveriges Television för "Mysteriet på Greveholm" - 1996-års spökfyllda och tokroliga julkalender. Denna återkommer nu som tv-serie i åtta delvis omklippta avsnitt.”. Helsingborgs Dagblad. 13 juni 1998. Läst 23 oktober 2023.
22. ↑  ”SVT, SVT1 1998-06-12 | Svensk mediedatabas (SMDB)”. smdb.kb.se. https://smdb.kb.se/catalog/id/001748139. Läst 23 oktober 2023.
23. ↑  ”Barnkanalen 2009-08-09 | Svensk mediedatabas (SMDB)”. smdb.kb.se. https://smdb.kb.se/catalog/id/002544047. Läst 23 oktober 2023.
24. ↑  Sweden, Sveriges Television AB, Stockholm. ”Mysteriet på Greveholm”. https://www.svtplay.se/mysteriet-pa-greveholm. Läst 7 juli 2023.
25. ↑  Mysteriet på Greveholm på Imdb (avsnitt)
26. 1 2  ”The Creeps - Mysteriet På Greveholm” (på engelska). 17 juni 1996. https://www.discogs.com/release/13107355-The-Creeps-Mysteriet-På-Greveholm. Läst 7 juli 2023.
27. ↑  ”Mysteriet på Greveholm | Svensk mediedatabas (SMDB)”. smdb.kb.se. https://smdb.kb.se/catalog/id/001513378. Läst 23 oktober 2023.
28. ↑  ”Mysteriet på Greveholm | Svensk mediedatabas (SMDB)”. smdb.kb.se. https://smdb.kb.se/catalog/id/001536249. Läst 23 oktober 2023.
29. ↑  ”Sydsvenskan”. Arkiverad från originalet den 24 januari 2012. https://web.archive.org/web/20120124161820/http://www.sydsvenskan.se/kultur-och-nojen/article1404600/Favorit-gor-comeback.html. Läst 2 juni 2011.
30. ↑  Åsa Hagenblad (29 november 2013). ”Leif från Greveholm uppfinner i Lund”. Sydsvenskan. Arkiverad från originalet den 3 december 2013. https://web.archive.org/web/20131203203344/http://www.sydsvenskan.se/lund/leif-fran-greveholm-uppfinner-i-lund/. Läst 23 oktober 2023.
31. ↑  Sveriges Television AB, Stockholm Sweden. ”Leif Uppfinner AB”. https://www.svtplay.se/leif-uppfinner-ab. Läst 23 oktober 2023.
32. ↑  ”Svensk mediedatabas (SMDB)”. smdb.kb.se. https://smdb.kb.se/catalog/search?q=%22Leif+Uppfinner+AB%22&sort=OLDEST. Läst 23 oktober 2023.
33. ↑  ”"Mysteriet på Greveholm"-spelet kan släppas på nytt”. spela.aftonbladet.se. 14 december 2018. https://spela.aftonbladet.se/2018/12/mysteriet-pa-greveholm-spelet-kan-slappas-pa-nytt/. Läst 2 januari 2025.
34. ↑  ”Kultförklarade julkalendern vill flytta in i spel-världen”. Ystads Allehanda. 11 januari 2019. https://www.ystadsallehanda.se/article/mysteriet-pa-greveholm-vill-flytta-in-i-spel-varlden/. Läst 7 juli 2023.
35. ↑  ”Mysteriet på Greveholm - Datorspelet”. Kickstarter. Greveholm Games AB. https://www.kickstarter.com/projects/1805840842/mysteriet-pa-greveholm-datorspelet?ref=1yqqa9. Läst 8 juli 2023.
36. ↑  ”Regler & Manualer”. Alga. https://www.algaspel.se/#. Läst 17 juni 2022.
37. ↑  ”Kultförklarade julkalendern Mysteriet på Greveholm blir bok!”. News Powered by Cision. 27 augusti 2024. https://news.cision.com/se/bonnier-carlsen/r/kultforklarade-julkalendern-mysteriet-pa-greveholm-blir-bok-,c4028136. Läst 5 september 2024.